# Jarosław (prénom)
Pour les articles homonymes, voir Jarosław.

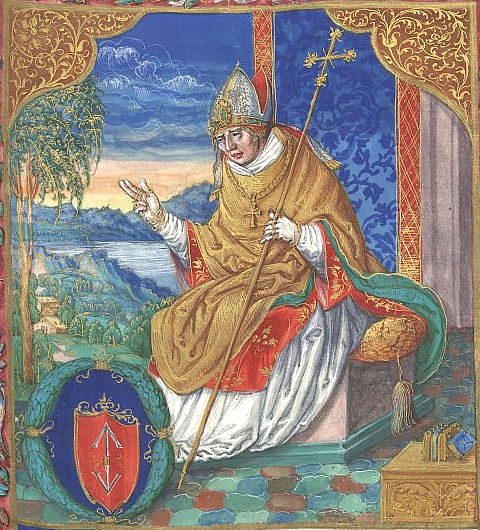
Portrait enluminé de Jarosław de Bogoria et Skotnik.

Jarosław (API : [ jaˈrɔswaf]) est un prénom polonais, équivalent au prénom russe Iaroslav. Il est composé des éléments jar, « fort », « puissant », et sława, « gloire », « renommée ».
La forme Jarek est un diminutif de Jarosław. Sa forme féminine est Jarosława (API : [ jarɔˈswava]).
Les porteurs de ce prénom célèbrent leur fête le 21 janvier, le 25 avril, le 7 juin ou le 1er août.

## Personnalités portant ce prénom
- Jarosław Opolski, noble du XIIe siècle ;
- Jarosław de Bogoria et Skotnik, archevêque du XIVe siècle ;
- Jarosław Dombrowski (1836-1871), chef militaire de la Commune de Paris ;
- Jarosław Iwaszkiewicz (1894-1980), écrivain ;
- Jarosława Jóźwiakowska (née en 1937), athlète ;
- Jarosław Kaczyński (né en 1949), homme politique ;
- Jarosław Kukowski (né en 1972), artiste contemporain ;
- Jarosław Wałęsa (né en 1976), homme politique ;
- Jarosław Hampel (né en 1992), pilote de speedway.